# Douville-sur-Andelle

Douville-sur-Andelle este o comună în departamentul Eure, Franța. În 1 ianuarie 2022 avea o populație de 414 de locuitori.